# 林柏昇
林柏昇（1984年2月21日—），臺灣男藝人、主持人、演員，藝名KID。出生於花蓮縣，曾就讀致遠管理學院觀光休閒學系。曾為男子團體「CIRCUS」成員，早年與團體以裸奔搞怪等單元製作網路節目而得名，並於團體轉型為樂團期間擔任貝斯手。2014年在《綜藝大熱門》和《綜藝玩很大》節目中，因表現大膽狂放而被主持人吳宗憲戲稱「瘋面仔」，隨後因表現亮眼再獲得節目製作人和吳宗憲賞識而成為主持搭檔，人氣亦隨之大幅提升。2017年與2018年，KID與吳宗憲以《綜藝玩很大》連續獲得第52屆金鐘獎和第53屆金鐘獎「益智及實境節目主持人獎」。

## 演藝生涯
KID與好友LEO、黃尹宣、小馬、SEVEN組成團體「CIRCUS」，並在Channel V製作以搞怪單元而出名的節目《CIRCUS ACTION》。2003年9月4日，KID在挑戰喝啤酒比賽中輸掉，而被處罰在花蓮中正橋上裸奔，過程被拍成影片並在網路上發布後爆紅，KID因此被媒體報導稱為「裸奔少年」，也被學校記了兩小過。爆紅事件促成CIRCUS與Channel V簽約，並首次以電視節目形式製作《CIRCUS ACTION》，節目總共四季。
KID的綜藝節目通告首秀為蔡康永主持的《兩代電力公司》節目，他也曾經是綜藝和遊戲節目的常客。由於在《娛樂百分百》的《百分百遊戲王》第一集的「撈冰大作戰」擊敗羅志祥，讓蝴蝶隊奪得最後勝利，因而奪走羅志祥的「小乃哥」稱號。KID曾為《康熙來了》、《天才衝衝衝》和《娛樂百分百》的常見來賓。
2014年，原以裸體著稱的KID在加入吳宗憲主持的外景實境遊戲節目《綜藝玩很大》後，人氣飆升，首度嚐到爆紅滋味。從2014年10月4日起，他成為《綜藝玩很大》固定小隊長。2017年9月30日，經過評審團一致認同下，KID與吳宗憲以《綜藝玩很大》獲得第52屆電視金鐘獎「益智及實境節目主持人獎」。2018年10月6日，KID與吳宗憲以《綜藝玩很大》獲得第53屆電視金鐘獎「益智及實境節目主持人獎」，再度拿下此獎項，兩人獲獎之節目片段播出後收視率達3.49，為該年頒獎典禮收視率最高點，KID亦創下個人連二年奪得金鐘獎主持人獎項紀錄。2019年4月15日，KID入伍服替代役，暫別演藝圈一年，服役期間鏡週刊爆出其在群組嗆長官、辦公室裸臀脫序行為，於2020年3月13日退役。
2020年5月起，KID開始經營網路影音平台「YouTube」的個人頻道「野人七號部落」，並獲得由Google於同年12月3日公布的YouTube年度影片排行榜「熱門創作者」第六名、「快速竄升創作者」第三名。2021年底，他與木曜四超玩其餘五位固定班底，一同登上台北跨年演唱會擔任主持人。

## 個人生活
KID前女友為黑澀會美眉中的藝人貝童彤，兩人在約莫2006年曾短暫交往3個月。
在那之後有一個一度論及婚嫁的女友小琪，但不幸在2011年分手作收。和小琪交往是KID還在CIRCUS時的事情，女方原本只是粉絲，在見面會上有交談，後來意外在吳興街巧遇，才發展成戀人關係。但兩人當時常常吵架，且他常常得要出國工作，「我一出國就10幾天，讓她沒有安全感，幾次吵架後，她越來越沒有信任感，等到我某次錄完影回來，她就說已經訂好澳洲機票跟簽證，想去打工遊學」。
2012年，媒體報導KID和許維恩兩人一同過夜。自2013年起，KID和許維恩陸續傳出交往的消息，媒體多次報導兩人私下出遊。
2014年至2015年間，KID追求綽號「奶精」的網紅直播主、模特兒李玟儒，他趁著女友許維恩出國，帶奶精回許維恩的住處約會、「滾床單」，2人之後都在汽車旅館約會。
2016年4月13日，兩人公開戀情。直至2018年2月13日，兩人遭爆料已於2017年11月分手。
2022年1月12日，KID向女友，Rita求婚成功，2月21日於YouTube發布影片公開。同年2月23日，兩人登記結婚。2022年7月，KID宣布妻子懷孕。2023年1月5日，KID宣布Rita產下兒子。2024年10月10日，女兒誕生
除了演藝事業以外，KID亦擁有個人副業投資。2015年，KID除了自創服裝品牌「KID」，也與好友吳怡霈開設的女性服飾店「Chosi」聯名合作。2016年起，KID陸續和吳宗憲聯名推出「JACKID」流行服飾和藍牙喇叭等商品。另外，他也跨足餐飲業。2017年2月21日野人火鍋台北店開幕，2022年新竹店發生以邊角料劣質肉代替高檔A5日本和牛消費爭議，2022年11月發生總店刷卡刷錯消費金額，卻要求顧客回去重刷卡的消費爭議；後於2018年2月2日在花蓮設立分店。2023年10月發生網紅丁特發文公審和牛品質不如預期，KID請店長致電道歉爭議。2017年11月29日，「KID花蓮背包客棧」正式開幕。

## 爭議
- 2014年至2015年間，KID追求綽號「奶精」的網紅直播主、模特兒李玟儒，他趁著女友許維恩出國，帶奶精回許維恩的住處約會、「滾床單」，2人之後都在汽車旅館約會。奶精後來發現KID似乎有別的曖昧對象，甚至認為KID也染指了她一位劉姓姊妹淘，最終選擇分手[42]。奶精結婚生子後，KID在奶精坐月子期間，仍想約對方開房間，甚至詢問奶精「坐月子中心有無空房間？」此舉讓女方覺得相當不受尊重。

2018年4月11日，媒體報導披露此事後，KID在個人臉書解釋並道歉：「四年前的事情的確有發生過，也從來沒有否認過」。他表示，事實真相與新聞報導有出入，自己不想多解釋，「當初與小恩的感情狀況真的只有我跟小恩知道，在當時也的確向小恩有完全說明與對方的事」。此外，KID解釋自己會問對方「有無空房間」，是因為與女方私下傳簡訊和講話較口無遮攔，「只單純覺得好玩，對於這部份，我再次跟對方道歉，以後也真的會記取教訓。」。

## 主持作品

### 電視節目
| 開始主持       | 結束主持       | 節目名稱       | 頻道/平台                        | 合作主持人                                                                     | 備註                                                                      |
| -------------- | -------------- | -------------- | -------------------------------- | ------------------------------------------------------------------------------ | ------------------------------------------------------------------------- |
| 2005年8月13日  | 2009年11月21日 | CIRCUS ACTION  | Channel V                        | 廖人帥（LEO）、黃尹宣（EASON）、林家緯（小馬）                                 |                                                                           |
| 2009年1月24日  | 2009年5月9日   | CIRCUS狗仔隊   | Channel V                        | 廖人帥（LEO）、黃尹宣（EASON）、林家緯（小馬）                                 |                                                                           |
| 2009年11月23日 | 2010年3月28日  | 校園4賤客      | Channel V                        | 廖人帥（LEO）、黃尹宣（EASON）、林家緯（小馬）                                 |                                                                           |
| 2011年1月24日  | 2011年4月20日  | 青春全員集合   | Channel V                        | 陳建州（黑人）、阿本、洪棠、大元、劉書宏                                       |                                                                           |
| 2012年6月6日   | 2012年10月     | CIRCUS星探社   | 愛尚TV                           | Leo、Eason、小馬                                                               |                                                                           |
| 2014年7月19日  | 至今           | 綜藝玩很大     | 三立都會台、台視→中視、YouTube   | 吳宗憲、黃鴻升、坤達                                                           | 2019年5月11日至2020年3月13日入伍服役，後回歸主持。黃鴻升於2020年9月逝世。 |
| 2014年11月13日 | 2015年2月4日   | 黑星STAR       | 土豆網                           | 黑人、Eason、黃暐婷（Apple）、安宥亭                                           |                                                                           |
| 2015年1月10日  | 2015年11月17日 | 超聯萌女神     | MTV                              | 第一季：郭彥甫、葛兆恩（寶弟）；第二、三季：夏和熙                             |                                                                           |
| 2015年7月11日  | 2016年         | 雞蛋碰石頭     | 廈門衛視                         | 林青虹、林龍峰                                                                 |                                                                           |
| 2015年7月30日  | 至今           | 木曜四超玩     | 麥卡貝                           | 邰智源、溫妮、泱泱 、坤達、阿部瑪利亞                                          |                                                                           |
| 2016年6月8日   | 2016年9月14日  | 大學生了沒     | 中天綜合台                       | 吳怡霈                                                                         |                                                                           |
| 2016年9月19日  | 2016年12月23日 | 18歲不睡       | 中天綜合台                       | 愷樂                                                                           |                                                                           |
| 2016年11月4日  | 至今           | 星光雲!RUN新聞 | 播吧、ETtoday東森新聞雲、YouTube | 第1-15集：黃路梓茵（Lulu） 寶兒(至2017年末) 熊熊 (2018-2021) 峮峮 (2021年至今) |                                                                           |
| 2017年5月15日  | 2017年5月22日  | 野昇型男       | 90Live                           |                                                                                |                                                                           |
| 2017年5月17日  | 2017年7月13日  | 野人追夢       | 愛爾達電視                       |                                                                                |                                                                           |
| 2018年2月24日  | 2018年8月25日  | 17好聰明       | 八大綜合台                       | 謝震武 、解婕翎                                                                |                                                                           |
| 2018年4月9日   | 2018年7月19日  | 超級新人王+    | 播吧、ETtoday東森新聞雲、YouTube | 吳姍儒                                                                         | 網路直播選秀節目                                                          |
| 2018年11月3日  | 2019年7月13日  | Five鬪!龍虎門  | 狼谷競技台                       | 王仁甫                                                                         |                                                                           |
| 2020年11月17日 | 2021年3月28日  | 開著餐車交朋友 | LINE TV                          | 黃秋生、宋柏緯                                                                 |                                                                           |

### YouTuber
- 野人七號部落
- 野人八號倉庫

- 合作成員

| 合作成員（藝名） | 暱稱 | 生日           | 職務                   | 學歷           |
| 蔡定洋（肥肥）   | 肥肥 | 1990年10月31日 | 影像公司負責人、剪輯師 | 視覺傳達設計系 |

### 大型晚會
| 日期                         | 名稱                     | 頻道 | 備註                                                                                                 |
| ---------------------------- | ------------------------ | --- | --- |
| 2017年12月31日～2018年1月1日 | 《2018臺北最HIGH新年城》 | 電視: 三立都會台 三立國際台 三立綜合台 TVB 廣播: 好事989電台 臺北廣播電臺 網路: YouTube 三立新聞網 Vidol LINE TV myVideo | 主持人：曾寶儀、KID 為台北市政府於2017年跨2018年舉辦的跨年晚會                                       |
| 2020年10月6日                | 《地球上最浪漫的演唱會》 | YouTube | 主持人：吳宗憲、KID 藝人黃鴻升逝世追思音樂會，於台北華山Legacy舉行，由滾石唱片主辦                   |
| 2021年12月31日～2022年1月1日 | 《2022臺北最HIGH新年城》 | 電視:東森綜合台 廣播:臺北廣播電臺 網路:YouTube、Facebook、Yahoo! TV、LINE TODAY、myVideo、麥卡貝網路電視                 | 主持人：LULU、KID、邰智源、謝坤達、溫妮、泱泱、阿部瑪利亞 為台北市政府於2021年跨2022年舉辦的跨年晚會 |

## 演出作品

### 電視劇
- 2013年民視、八大綜合台《愛情ATM》飾許正德
- 2024年《正港分局》飾林白生

### 電影
- 2011年《消失打看》飾刺客
- 2012年《寶島大爆走》飾留法台妹幫幫眾
- 2014年《大宅們》飾瑜珈老師

### 短片
- 2022年《這群人│校園大亂鬥-老師篇》飾流氓老師

### 動畫配音
- 2016年《憤怒鳥玩電影》配音  銳德

### 音樂錄影帶
註：不包括個人參與演唱之歌曲
| 年份   | 歌曲名稱         | 原唱           | 所屬專輯         | 發行日期       | 發行公司 |
| ------ | ---------------- | -------------- | ---------------- | -------------- | -------- |
| 2004年 | 我知道AND I KNOW | 潑猴樂團       | 《我們的世代》   | 2004年2月22日  | 艾迴唱片 |
| 2019年 | 曖               | 孫盛希         | 《希遊記》       | 2019年2月22日  | 滾石唱片 |
| 2020年 | 我不是空笑夢     | 黃鴻升         | 《Plan B》       | 2020年11月28日 | 滾石唱片 |
| 2024年 | 星空下的約定     | 壯壯（沈立心） | 《星空下的約定》 | 2024年7月26日  | 汗土娛樂 |

## 音樂作品

### 合作單曲
- 2020年《天堂有多遠？》 （吳宗憲、林柏昇、任賢齊、鐘昀呈、竇智孔、柯有倫、陳漢典、威廉，藝人黃鴻升逝世紀念曲）

### 合作專輯
|     | 發行日期      | 專輯名稱                           | 參與歌曲名稱            | 名義                                             | 備註                       |
| --- | ------------- | ---------------------------------- | ----------------------- | ------------------------------------------------ | -------------------------- |
| 1rd | 2021年2月11日 | 木曜跨界演唱會-Rising （數位專輯） | 木曜4超玩（同名主題曲） | 木曜4超玩                                        | 全數主持人及阿達共同演唱   |
| 1rd | 2021年2月11日 | 木曜跨界演唱會-Rising （數位專輯） | 蛤歌                    | 邰智源、KID林柏昇、謝坤達、Kimberly陳芳語、Jinbo |                            |
| 1rd | 2021年2月11日 | 木曜跨界演唱會-Rising （數位專輯） | 山山                    | 阿部瑪利亞、KID林柏昇、大淵（頑童MJ116）         |                            |
| 1rd | 2021年2月11日 | 木曜跨界演唱會-Rising （數位專輯） | Bring you to life       | 木曜4超玩                                        | 全數主持人及黃明志共同演唱 |

## 獎項紀錄
| 年份   | 獲提名           | 獎項                                  | 結果 |
| ------ | ---------------- | ------------------------------------- | ---- |
| 2017年 | 《18歲不睡》     | 第52屆金鐘獎綜藝節目主持人獎          | 提名 |
| 2017年 | 《綜藝玩很大》   | 第52屆金鐘獎益智及實境節目主持人獎    | 獲獎 |
| 2018年 | 《綜藝玩很大》   | 第53屆金鐘獎益智及實境節目主持人獎    | 獲獎 |
| 2019年 | 《綜藝玩很大》   | 第54屆金鐘獎益智及實境節目主持人獎    | 提名 |
| 2020年 | 《野人七號部落》 | 台灣2020 Youtube 熱門創作者 Top.6     | 獲獎 |
| 2020年 | 《野人七號部落》 | 台灣2020 Youtube 快速竄升創作者 Top.3 | 獲獎 |
| 2021年 | 《綜藝玩很大》   | 第56屆金鐘獎益智及實境節目主持人獎    | 提名 |
| 2021年 | 《野人七號部落》 | 第3屆走鐘獎最佳MV獎                   | 提名 |
| 2021年 | 《野人七號部落》 | 第3屆走鐘獎最佳Feat別人獎             | 提名 |
| 2021年 | 《野人七號部落》 | 第3屆走鐘獎最佳攝影獎                 | 提名 |
| 2021年 | 《野人七號部落》 | 第3屆走鐘獎最佳烙賽獎                 | 提名 |
| 2022年 | 《綜藝玩很大》   | 第57屆金鐘獎益智及實境節目主持人獎    | 提名 |
| 2023年 | 《綜藝玩很大》   | 第58屆金鐘獎益智及實境節目主持人獎    | 提名 |

## 外部連結
- 林柏昇 KID的Facebook專頁
- circuskidd的Instagram帳戶
- YouTube上的野人七號部落頻道
- 林柏昇的新浪微博
- 林柏昇在香港影庫上的簡介
- 林柏昇在豆瓣上的资料（简体中文）
- 林柏昇在时光网上的簡介（简体中文）